# 第一警備保障
第一警備保障株式会社（だいいちけいびほしょう）は、福岡県北九州市戸畑区に本社を置く、福岡県全域および佐賀県の一部を営業エリアとする警備会社である。
なお、「第一警備保障」という名称の企業は他にも全国に幾つか存在するが、それらとは全く別の企業である。

## 概要
九州で最も長い社歴を持つ警備会社である。法人や施設などを対象とした警備のほかに、ホームセキュリティサービスも行なっている。

## 本社・支社・営業所
北九州エリア
- 本社・北九州支社/福岡県北九州市戸畑区川代2丁目1-2

福岡エリア
- 福岡支社/福岡市博多区堅粕4丁目24-14

筑豊エリア
- 筑豊支社/飯塚市幸袋464-5
- 管制センター/飯塚市幸袋464-5

久留米エリア
- 久留米支社/久留米市東町4-9

行橋エリア
- 行橋支社/行橋市北泉5丁目11-2

佐賀エリア
- 佐賀支社/佐賀県佐賀市鍋島町森田913

## 沿革
- 1966年6月 - 第一安全警備株式会社として設立。
- 1967年2月 - 第一警備保障株式会社に社名変更。
- 1983年12月 - 本社・北九州支社を自社ビル化。
- 2003年1月 - 管制センター開設。